# Sasó
Sasó (1899-ig Sassova, szlovákul: Šašová) község Szlovákiában, az Eperjesi kerület Bártfai járásában.

## Fekvése
Bártfától 16 km-re délkeletre, az Alacsony-Beszkidekben, a Tapoly felső folyása mellett fekszik.

## Története
1352-ben említik először. A falu régi fatemplomában Mária ikont helyeztek el, amely előtt a 18. században több csoda történt. VI. Pius pápa 1779. június 30-án hétéves teljes búcsút adott azoknak, akik meglátogatják a sasói templomot és imát mondanak a kegykép előtt.
A 18. század végén Vályi András így ír róla: „SASOVA. Tót falu Sáros Várm. földes Ura Goldenfinger Uraság, lakosai katolikusok, és ó hitüek, fekszik Kurimához közel, mellynek filiája; határja hegyes, fája, legelője, réttye elég van.”
A sasói kegyképet 1842-ben az újonnan épített templomba vitték át.
Fényes Elek 1851-ben kiadott geográfiai szótárában így ír a faluról: „Sássova, orosz falu, Sáros vgyében, Kurima fiókja, 15 r., 211 g. kath., 8 zsidó lak. F. u. többen. Ut. postája Bártfa.”
A trianoni diktátum előtt Sáros vármegye Bártfai járásához tartozott.

## Népessége
| Év:            | 1994. | 2004.    | 2014.   | 2024.   |
| -------------- | ----- | -------- | ------- | ------- |
| Emberek száma: | 176   | 158      | 150     | 158     |
| Eltérés:       |       | -10,22 % | -5,06 % | +5,33 % |

| Év:            | 2023. | 2024.   |
| -------------- | ----- | ------- |
| Emberek száma: | 159   | 158     |
| Eltérés:       |       | -0,62 % |

1910-ben 176, túlnyomórészt ruszin lakosa volt.
2001-ben 158 lakosából 138 szlovák és 15 cigány volt.
2011-ben 152 lakosából 117 szlovák és 22 cigány.

## Nevezetességei
- Görögkatolikus temploma 1842-ben épült, benne a Szűzanya csodatevő kegyképe látható. Közelében gyógyvizű forrás van, mellette 1888-ban épített kápolna áll. Búcsúját Nagyboldogasszony ünnepén tartják, amikor különösen sok zarándok keresi fel a kegyhelyet.

## Külső hivatkozások
- E-obce.sk Archiválva 2012. augusztus 22-i dátummal a Wayback Machine-ben
- Községinfó
- Sasó Szlovákia térképén
- A sasói kegyhely története sok képpel (magyarul is)
- A görögkatolikus püspökség honlapján